# تشارلز الكسندر (لاعب كرة قدم أمريكية)
تشارلز الكسندر (بالإنجليزية: Charles Alexander)‏ هو لاعب كرة قدم أمريكية أمريكي، ولد في 9 أكتوبر 1985 في لافاييت في الولايات المتحدة.